# Fortificações de Lomas Valentinas

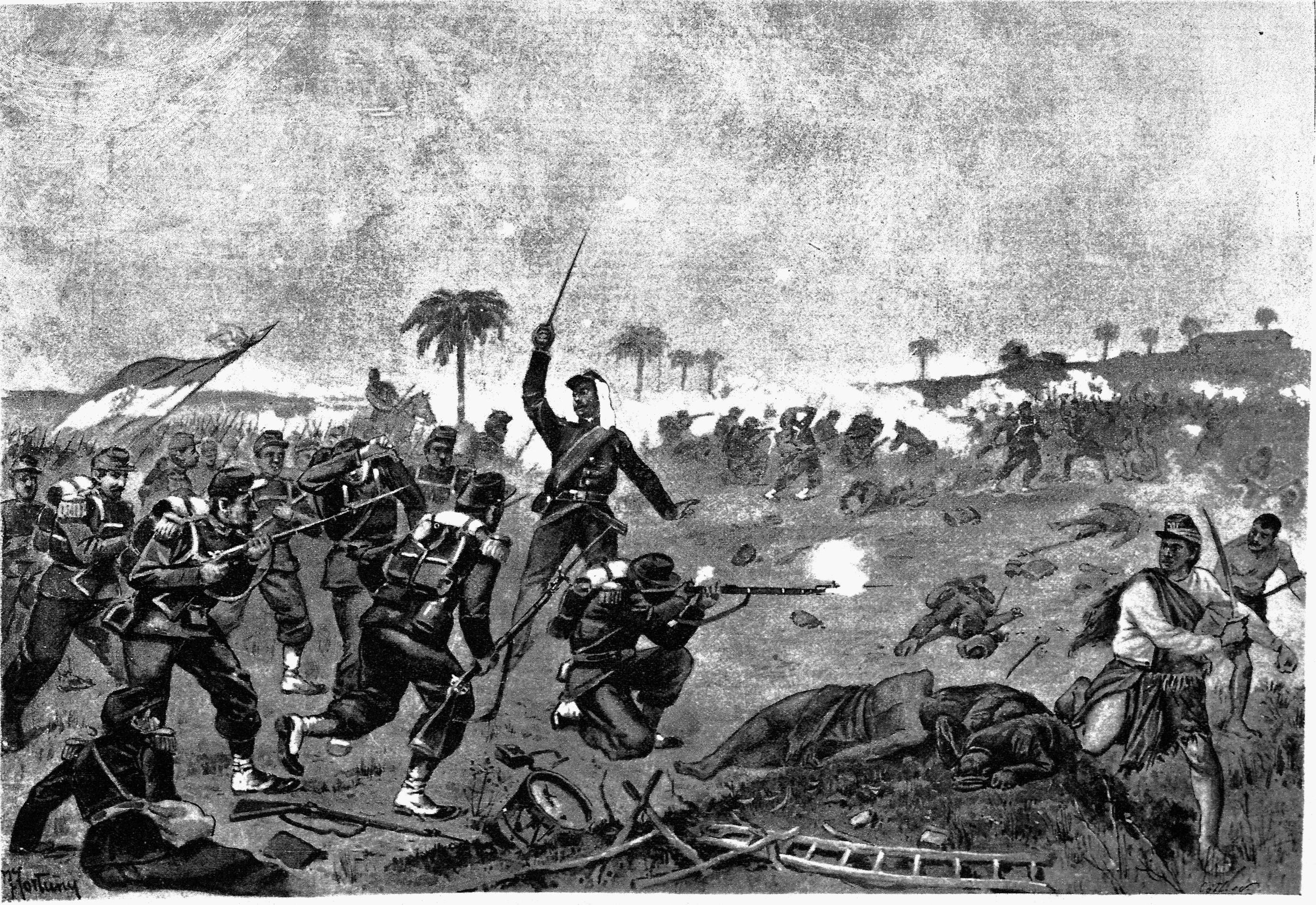
Carga da infantaria argentina durante a Batalha de Lomas Valentinas.

As fortificações de Lomas Valentinas foram uma fortificação defensiva construída pelo Exército do Paraguai durante a Guerra da Tríplice Aliança. Foram construídos entre setembro e dezembro de 1868, e destruídos no final do mesmo mês pelas forças do Império do Brasil, Argentina e Uruguai após sua vitória sobre os paraguaios na Batalha de Itá Ibaté ou Lomas Valentinas.

## A linha Piquisiry e Lomas Valentinas
Após a invasão que provocou o início da Guerra, o Paraguai foi obrigado a adotar uma postura defensiva, que até meados de 1868 estava centrada na Fortaleza de Humaitá. Após a captura desse forte pelas forças aliadas, as tropas paraguaias do presidente Francisco Solano López deixaram o sul do país e se reuniram em posição defensiva atrás do córrego Piquisiry, a cerca de 35 a 40 km de Assunção, capital do país.
O centro do dispositivo defensivo eram duas colinas localizadas a cerca de 2 km ao norte do córrego Piquisiry, Itá Ybaté e Cumbarity. A primeira, localizada a noroeste, destinava-se a ser a reserva central das forças paraguaias, que esperavam um ataque do sul; a segunda era a sede do quartel-general do presidente López, de onde ele podia ver a longa linha defensiva que ele mandara construir.
Ambas as colinas eram separadas por um pequeno riacho, e povoadas de laranjeiras, com algumas construções. Uma longa colina coberta de florestas começava de Itá Ybaté ao norte, dividindo dois prados abertos: o Potrero de Acosta e o Potrero de Mármol, localizados a sudeste.

## A Dezembrada

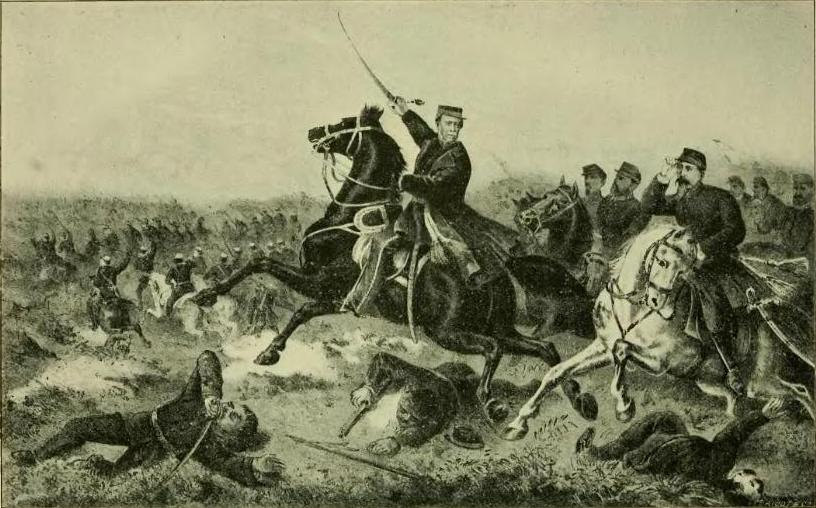
O Marquês de Caxias na Batalha de Lomas Valentinas (21 de dezembro de 1868).

O exército brasileiro, liderado pelo Marquês de Caxias, em vez de atacar diretamente do sul, fez um longo e complicado desvio, surgindo em 4 de dezembro entre a posição paraguaia e Assunção, dando início à campanha que a historiografia brasileira chama de “Dezembrada”. A nova situação obrigou López a reorganizar apressadamente a defesa: ele ordenou a construção de uma longa trincheira nos limites norte de Lomas Valentinas.
A trincheira consistia em uma vala com apenas cerca de 60 cm de largura e a mesma profundidade. Localizava-se "no primeiro planalto da direita para a esquerda, formando um ângulo com uma linha quebrada que se dirigia de frente para o Quartel General Paraguaio". Os soldados sentados na borda interna estavam cobertos, mas seu flanco direito estava exposto.
Enquanto isso, López enviou a maioria de suas forças para o norte para tentar deter os invasores. Mas os aliados obtiveram duas vitórias completas, nas batalhas de Itororó, no dia 6 de dezembro, e Avai, no dia 11.
López concentrou a maior parte de suas forças em Lomas Valentinas, cerca de 7 000 homens, deixando em Angostura uma divisão de apenas 700 homens e na trincheira Piquisiry cerca de 1 500, a maioria deles deficientes ou muito jovens.

## Derrota paraguaia
A construção da trincheira foi acelerada, mas o primeiro ataque ocorreu em 17 de dezembro; no dia seguinte, Caxias descobriu que estava incompleta em dois lugares, duas passagens estreitas em frente à ravina que dividia os dois morros. Lá ele lançou um ataque geral no dia 21, mas foi repelido com pesadas perdas de ambos os lados.
No dia 27, com as tropas argentinas e uruguaias já incorporadas ao exército aliado, Caxias lançou um segundo ataque, que combinou avanços frontais com desvios do leste e do oeste, que acabou derrotando completamente as posições paraguaias.

López fugiu do campo de batalha e organizaria um novo exército, com o qual resistiria mais um ano. As forças aliadas destruíram todas as posições defensivas até as suas fundações, incluindo a linha Piquisiry, a bateria de Angostura e as trincheiras Lomas Valentinas.